# Регион-Тюмень (телерадиокомпания)
Государственная телерадиокомпания «Регион-Тюмень» — филиал ФГУП «Всероссийская государственная телевизионная и радиовещательная компания» в Тюменской области. 
По итогам 2012 года заняла 5-е место в рейтинге самых цитируемых СМИ области, составленном компанией «Медиалогия».

## История
В 1927 году в Тюмени осуществлена первая радиопередача. Регулярное вещание Тюменского областного радио началось в апреле 1930 года. 25 октября 1957 года,  был осуществлен первый эфир Тюменской студии телевидения. Постановлением Совета Министров РСФСР 20 августа 1958 года был организован комитет по телевидению и радиовещанию Тюменского облисполкома . Первоначально тюменская студия телевидения  размещалась в здании тюменского главпочтамта,  для чего в здании был надстроен 4 этаж. Передающая антенна студии была смонтирована на 40-метровой буровой вышке. В 1965 году телестудия официально переехала в специально отстроенное здание телецентра по адресу Пермякова, 6, где и находится по сей день.
В конце 1970-х — начале 1980-х гг. начался переход от черно-белого к цветному телевидению, однако в связи с затруднениями материально-технического характера большинство жителей области смогло увидеть цветные телепередачи только во второй половине 1980-х годов. В 1985 году Тюменская телестудия стала одной из первых в СССР проводить телемосты.
1 апреля 1992 года комитет по телевидению и радиовещанию Тюменского облисполкома преобразован в Государственную телевизионную и радиовещательную компанию «Регион-Тюмень». Учредителями ГТРК «Регион-Тюмень» стали Министерство печати и информации РФ и Администрация Тюменской области. В том же году в телерадиокомпании было организованно рекламно-коммерческое агентство. C 1995 года телерадиокомпанией ежегодно проводится телеэкспедиция «Север».
В 1997 году «Регион-Тюмень» начинает эфир на 49-м дециметровом канале. В разное время сетевыми партнёрами были НТВ, Rambler Телесеть и ТВ Центр. Мощность передатчика составляла 1 кВт, а зона охвата была равна 15-20 км. На данный момент частота принадлежит каналу Россия-24.
В июле 1998 году «Регион-Тюмень» вошла в состав ВГТРК и была преобразована во ФГУП ГТРК «Регион – Тюмень». В 2003 году была закрыта старейшая информационная программа выходившая с 1969 года — «Тюменский меридиан». Вместо неё, главной новостной передачей канала стали «Вести Регион-Тюмень». В 2007 году компания отметила 50-летний юбилей. В 2013 году компания отметила 55-летний юбилей, после чего в честь юбилея один из городских скверов Тюмени был переименован в «Телевизионный».
10 декабря 2019 года на базе телеканала «Регион-Тюмень», запущен круглосуточный региональный телеканал «Регион Сибирь 24». Телеканал вещает в тестовом режиме на платформе сайта «Регион-Тюмень».

## Структура и зона вещания компании
Свое вещание ГТРК Регион-Тюмень осуществляет на телеканалах "Россия-1" и "Россия-24", а также имеет окна на "Радио России", "Вести-ФМ" и "Радио Маяк".
Сигнал вещания «Регион-Тюмень» распространяется на всю территории Тюменской области (включая Ханты-Мансийский и Ямало-Ненецкий автономные округа).

## Программы
В эфире
- Вести — Регион-Тюмень (Россия-1. Выпуски в дневном и вечернем эфирах)
- Утро.Вести-Регион-Тюмень (Утренние выпуски)
- Местное время. Воскресенье
- Вести-Тюмень (Россия-24)
- Новости Культуры (Россия-24)
- Не-Сирота
- Жить со вкусом
- Законный интерес
- Вести Авто — Тюмень
- Дом здоровья
- Зарядка с доктором
- Спроси у доктора
- Книга рекордов
- Люблю тебя
- Час с губернатором (1990-наст время)
- Живая деревня

Ранее выходившие в эфире
- Контакт (1989-1991)
- Променад (1990-199?)
- 20 минут с Ириной Светловой
- Деревенские этюды (1992-2003)
- Черная кошка (1990-2006)
- Город (1991-2007)
- Тюменский меридиан (1969-2002)
- Столица (1990-???)
- Желаю Вам
- 15 минут с Верой
- Репродуктор
- «5+»
- Час для Вас
- Экспресс-Эфир
- Город. Сейчас

## Руководство

### Председатель Комитета по телерадиовещанию Тюменского облисполкома
- Наталья Пелевина (1957—1960)
- В.И.Королев (1960—1962)
- Сергей Дмитриев (1962—1977)
- Владимир Костоусов (1977—1981)
- Виктор Горбачев (1981—1987)
- Анатолий Омельчук (1987—1992)

### Генеральные директора
- Анатолий Омельчук  (1 апреля 1992 - 30 ноября 2018)[9]
- Виктория Борецкая (с 30 ноября 2018)[10][11]